# Oribase
Oribase, en grec ancien Ὀρειβάσιος (v. 325 - v. 403), est un médecin grec du IVe siècle de notre ère, notamment de l'empereur romain Julien. Il est surtout célèbre pour ses compilations (Synogôgai), basées sur des textes d'Hippocrate et de Galien, avec des citations d'auteurs anciens et des traités de pharmacologie à base de plantes.

## Biographie
Oribase est né en 325 à Pergame, comme Galien. Il part à Alexandrie faire ses études de médecine. Il est un ami de l'empereur Julien (361-363).
Il est appelé en 355 à la cour de Constantinople par Julien dont il devient le médecin avant d'accéder aux fonctions de questeur du palais. Il le suit dans ses campagnes militaires en Gaule. À la mort de Julien, il est exilé par ses successeurs Valens et Valentinien Ier, mais sa renommée le fait rappeler à Constantinople. Il meurt vers 395.
Dans son traité médical, Oribase fait une large place à la thérapeutique balnéaire. Cette œuvre très importante reprend les principales prescriptions de ses célèbres prédécesseurs.
Oribase écrit un commentaire des œuvres d'Hippocrate ; il fait du bâillement un mouvement de la force expultrice ; il donne au bâillement une place importante dans les fièvres ; il explique aussi pourquoi l'on entend moins distinctement pendant les bâillements.

## Œuvres
Oribase publie à la demande de Julien les Collections médicales, qui comptent 70 livres. Les Collections sont une sorte d'encyclopédie comprenant l'ensemble des connaissances médicales anatomiques et physiologiques de l'époque, ainsi que les techniques les plus efficaces dans le domaine de la thérapeutique et de la pharmacologie. Elles présentent une immense richesse. Elles sont composées presque exclusivement d'extraits de Galien, mais on y trouve aussi les écrits des médecins renommés de l'Antiquité jusqu'au IVe siècle accompagnés de remarques souvent pertinentes d'Oribase. Plus de la moitié de ce traité monumental a malheureusement été perdue. Il ne nous reste en effet que les livres 1-15, quelques extraits du livre 16, les livres 24-25, 43-50, ainsi que plusieurs fragments désignés comme libri incerti.
Oribase a aussi rédigé un abrégé de ses Collections à l'intention de son fils Eustathios, lui-même médecin : le premier, Synopsis ad Eustathium, en neuf livres, est un résumé du traité majeur. Cet ouvrage a dès sa publication un énorme succès. Il est traduit en latin à partir du VIIe siècle.
Oribase écrit aussi un deuxième abrégé en quatre livres, Libri ad Eunapium dont le but est d'aider les lecteurs profanes en cas d'urgence médicale. Les Eclogae medicamentorum sont vraisemblablement des chapitres très abrégés à la fin des Collections. Ces traités nous étant parvenus dans leur intégralité, nous permettent d'avoir l'idée du contenu des parties perdues de l'ouvrage principal.
Les trois principaux traités d'Oribase ont été traduits en latin dès le Ve siècle, et plus tard en arabe (traduction qui ne nous est pas parvenue). Ils sont enseignés jusqu'au XVIIe siècle à la faculté de médecine de Paris. Les traductions latines qui nous sont parvenues ont été étudiées et éditées le plus récemment par Henning Mørland.